# Azúcar negra (álbum)
Azúcar negra es un álbum de estudio de la cantante cubana Celia Cruz. Fue el primero para el sello discográfico RMM.

## Listado de canciones
| N.º | Título                      | Escritor(es)                   | Duración |  |
| 1.  | «Azúcar negra»              | María Díaz                     | 2:56     |  |
| 2.  | «Amores de un día»          | Johnny Ortiz                   | 3:47     |  |
| 3.  | «Sazón»                     | Emilio Estefan, Gloria Estefan | 4:46     |  |
| 4.  | «Pasaporte latinoamericano» | Cucco Peña, Guadalupe García   | 5:03     |  |
| 5.  | «De La Habana hasta aquí»   | Emilio Aragón                  | 3:33     |  |
| 6.  | «Ochún con Changó»          | Titti Sotto                    | 3:58     |  |
| 7.  | «Bolero, bolero»            | Cheni Navarro                  | 3:51     |  |
| 8.  | «Que suenen las palmas»     | Alfredo Brito                  | 4:56     |  |
| 9.  | «Te busco»                  | Víctor Víctor                  | 4:05     |  |
| 10. | «Cruz de navajas»           | José M. Cano                   | 4:56     |  |

## Posiciones de listas
| Lista (1993)                      | Posición |
| --------------------------------- | -------- |
| Latin Albums (Billboard)          | 37       |
| Tropical/Salsa Albums (Billboard) | 6        |